# Fritz Müller
Johann Friedrich Theodor Müller (Windischholzhausen, 31 de març de 1822 – Blumenau, 21 de maig de 1897), més conegut com a Fritz Müller, i també com a Müller-Desterro, va ser un metge i biòleg alemany que emigrà al sud del Brasil, on va viure prop de la comunitat alemanya de Blumenau, Santa Catarina. Allà estudià la història natural del bosc atlàntic del sud de São Paulo. Va ser partidari del Darwinisme i va mantenir molta correspondència amb Charles Darwin. El mimetisme de Müller rep el seu cognom.

## Biografia
Müller nasqué a Windischholzhausen, prop d'Erfurt a Turíngia, Alemanya, fill d'un clergue. Estudià a les universitats de Berlín i Greifswald i es doctorà en medicina. El 1846 va esdevenir ateu unint-se a les Congregacions Lliures i essent partidari de l'amor lliure. Malgrat acabar el curs, Müller no es va graduar, ja que es va negar a fer el jurament corresponent: "que Déu i la seva sagrada Bíblia m'ajudin".
Müller va mostrar-se decebut per la fallida de la Revolució de 1848 a Prússia i per això emigrà al Brasil l'any 1852, junt amb el seu germà August, per unir-se a la colònia d'alemanys fundada per Hermann Blumenau a l'estat brasiler de Santa Catarina, que estava prop del riu Itajaí i es deia Blumenau. Al Brasil, Müller, va viure amb la seva esposa Caroline, passant a ser un agricultor, doctor, professor i biòleg.
Entre els anys 1876-91 va viatjar com a naturalista explorant el sistema del riu Itajaí.

## Obres
Publicà les seves obres en alemany i algunes en anglès i portuguès. Els temes van ser sobre:
- Entomologia

Tèrmits
Hymenoptera: formigues i abelles
Lepidoptera: papallones i arnes
- Zoologia marina

Crustacea
- Botànica

Excursions i expedicions pel riu Itajaí. Recollí llavors i espècimens: intercanvi de llavors amb J.D. Hooker a Kew Gardens i enviament d'espècimens.
Pol·linització en les orquídies
Plantes enfiladisses
El seu gran descobriment va ser el mimetisme de Müller.

## Biografies
- Alfred Möller, 1920. Fritz Müller. Werke, Briefe und Leben [virtually the sole biographical source for this significant biologist]
- Cezar Zillig, 1997. Dear Mr. Darwin. A intimidade da correspondência entre Fritz Müller e Charles Darwin. Sky/Anima Comunicação e Design, São Paulo, 241 pp. [letters between Müller and Darwin, with very interesting comments on the life of Fritz Müller. In Portuguese]
- David A. West, 2003. Fritz Müller: a naturalist in Brazil. Blacksburg: Pocahontas Press. ISBN 0-936015-92-6 [modern, and most welcome, though the biographical information rests almost entirely on Möller's book. West adds excellent summaries and assessments of Müller's biological work]